# Кубок Англії з футболу 2017—2018
Кубок Англії з футболу 2017–2018 — 137-й розіграш найстарішого кубкового футбольного турніру у світі, Кубка виклику Футбольної Асоціації, також відомого як Кубок Англії.
Титул ввосьме здобуло «Челсі».

## Перший раунд
На цій стадії турніру розпочали грати клуби з Першої та Другої ліг.
Матчі пройшли 3-6 листопада 2017 року. Перегравання відбулися 14-16 листопада.
У дужках вказаний дивізіон, у якому виступає клуб у поточному сезоні. Якщо уточнення відсутнє, клуб з першого дивізіону системи футбольних ліг Англії — Прем'єр-ліги
| Дата                      | Господарі              | Рахунок        | Гості                      | Глядачі |
| ------------------------- | ---------------------- | -------------- | -------------------------- | ------- |
| 3 листопада               | Порт Вейл (4)          | 2:0            | Оксфорд Юнайтед (3)        | 3443    |
| 3 листопада               | Ноттс Каунті (4)       | 4:2            | Бристоль Роверз (3)        | 4228    |
| 3 листопада               | Гайд Юнайтед (8)       | 0:4            | Мілтон-Кінз Донз (3)       | 3123    |
| 4 листопада               | Шоу Лейн (7)           | 1:3            | Менсфілд Таун (4)          | 1700    |
| 4 листопада               | Бредфорд Сіті (3)      | 2:0            | Честерфілд (4)             | 4747    |
| 4 листопада               | Моркам (4)             | 3:0            | Гартлпул Юнайтед (5)       | 2004    |
| 4 листопада               | Йовіл Таун (4)         | 1:0            | Саутенд Юнайтед (3)        | 2079    |
| 4 листопада               | Пітерборо Юнайтед (3)  | 1:1            | Транмер Роверз (5)         | 3750    |
| 15 листопада Перегравання | Транмер Роверз (5)     | 0:5            | Пітерборо Юнайтед (3)      | 4199    |
| 4 листопада               | Форест Грін Роверс (4) | 1:0            | Маклсфілд Таун (5)         | 1387    |
| 4 листопада               | Файлд (5)              | 4:2            | Кіддермінстер Гарріерз (6) | 1482    |
| 4 листопада               | Лутон Таун (4)         | 1:0            | Портсмут (3)               | 5333    |
| 4 листопада               | Шрусбері Таун (3)      | 5:0            | Олдершот Таун (5)          | 3859    |
| 4 листопада               | Герефорд (7)           | 1:0            | Телфорд Юнайтед (6)        | 4712    |
| 4 листопада               | Блекберн Роверз (3)    | 3:1            | Барнет (4)                 | 3710    |
| 4 листопада               | Еббсфліт Юнайтед (5)   | 2:6            | Донкастер Роверз (3)       | 2069    |
| 4 листопада               | Борхем Вуд (5)         | 2:1            | Блекпул (3)                | 1041    |
| 4 листопада               | Колчестер Юнайтед (4)  | 0:1            | Оксфорд Сіті (6)           | 1775    |
| 4 листопада               | Плімут Аргайл (3)      | 1:0            | Грімсбі Таун (4)           | 5137    |
| 4 листопада               | Вімблдон (3)           | 1:0            | Лінкольн Сіті (4)          | 3394    |
| 4 листопада               | Рочдейл (3)            | 4:0            | Бромлі (5)                 | 2241    |
| 4 листопада               | Карлайл Юнайтед (4)    | 3:2            | Олдем Атлетік (3)          | 3965    |
| 4 листопада               | Челтнем Таун (4)       | 2:4            | Мейдстон Юнайтед (5)       | 2799    |
| 4 листопада               | Кру Александра (5)     | 2:1            | Ротергем Юнайтед (3)       | 2597    |
| 4 листопада               | Джиллінгем (3)         | 2:1            | Лейтон Орієнт (5)          | 3659    |
| 4 листопада               | Гейнсборо Трініті (6)  | 0:6            | Слау Таун (7)              | 1630    |
| 4 листопада               | Стівенідж (4)          | 5:0            | Нентвіч Таун (7)           | 1436    |
| 4 листопада               | Нортгемптон Таун (3)   | 0:0            | Сканторп Юнайтед (3)       | 2820    |
| 14 листопада Перегравання | Сканторп Юнайтед (3)   | 1:0            | Нортгемптон Таун (3)       | 1880    |
| 4 листопада               | Гейтсхед (5)           | 2:0            | Челмсфорд Сіті (6)         | 732     |
| 4 листопада               | Віган Атлетік (3)      | 2:1            | Кроулі Таун (4)            | 3288    |
| 4 листопада               | Ньюпорт Каунті (4)     | 2:1            | Волсолл (3)                | 2701    |
| 5 листопада               | Кембридж Юнайтед (4)   | 1:0            | Саттон Юнайтед (5)         | 3070    |
| 5 листопада               | Гайзлі (5)             | 0:0            | Аккрінгтон Стенлі (4)      | 1611    |
| 14 листопада Перегравання | Аккрінгтон Стенлі (4)  | 1:1 (пен. 3:4) | Гайзлі (5)                 | 1166    |
| 5 листопада               | Літерхед (7)           | 1:1            | Біллерікі Таун (7)         | 1797    |
| 16 листопада Перегравання | Біллерікі Таун (7)     | 1:3            | Літерхед (7)               | 3400    |
| 5 листопада               | Ковентрі Сіті (4)      | 2:0            | Мейденхед Юнайтед (5)      | 3370    |
| 5 листопада               | Соліхалл Мурс (5)      | 0:2            | Вікем Вондерерз (4)        | 1544    |
| 5 листопада               | Дартфорд (6)           | 1:5            | Свіндон Таун (4)           | 2705    |
| 5 листопада               | Вокінг (5)             | 1:1            | Бері (3)                   | 1858    |
| 14 листопада Перегравання | Бері (3)               | 0:3            | Вокінг (5)                 | 1513    |
| 5 листопада               | Чарльтон Атлетик (3)   | 3:1            | Труро Сіті (6)             | 4494    |
| 5 листопада               | Ексетер Сіті (4)       | 3:1            | Хейбрідж Свіфтс (8)        | 3004    |
| 6 листопада               | Чорлі (6)              | 1:2            | Флітвуд Таун (3)           | 3526    |

## Другий раунд
| Дата                   | Господарі              | Рахунок  | Гості                  | Глядачі |
| ---------------------- | ---------------------- | -------- | ---------------------- | ------- |
| 1 грудня               | Файлд (5)              | 1:1      | Віган Атлетік (3)      | 3351    |
| 12 грудня Перегравання | Віган Атлетік (3)      | 3:2      | Файлд (5)              | 3124    |
| 2 грудня               | Мілтон-Кінз Донз (3)   | 4:1      | Мейдстон Юнайтед (5)   | 4804    |
| 2 грудня               | Порт Вейл (4)          | 1:1      | Йовіл Таун (4)         | 3316    |
| 12 грудня Перегравання | Йовіл Таун (4)         | 3:2 (дч) | Порт Вейл (4)          | 1588    |
| 2 грудня               | Шрусбері Таун (3)      | 2:0      | Моркам (4)             | 3184    |
| 2 грудня               | Стівенідж (4)          | 5:2      | Свіндон Таун (4)       | 1883    |
| 2 грудня               | Бредфорд Сіті (3)      | 3:1      | Плімут Аргайл (3)      | 4957    |
| 2 грудня               | Джиллінгем (3)         | 1:1      | Карлайл Юнайтед (4)    | 3178    |
| 19 грудня Перегравання | Карлайл Юнайтед (4)    | 3:1      | Джиллінгем (3)         | 2 357   |
| 2 грудня               | Ноттс Каунті (4)       | 3:2      | Оксфорд Сіті (6)       | 5092    |
| 2 грудня               | Форест Грін Роверз (4) | 3:3      | Ексетер Сіті (4)       | 2250    |
| 12 грудня Перегравання | Ексетер Сіті (4)       | 2:1 (дч) | Форест Грін Роверз (4) | 2923    |
| 2 грудня               | Флітвуд Таун (3)       | 1:1      | Герефорд (7)           | 2567    |
| 14 грудня Перегравання | Герефорд (7)           | 0:2      | Флітвуд Таун (3)       | 4235    |
| 3 грудня               | Вокінг (5)             | 1:1      | Пітерборо Юнайтед (3)  | 3072    |
| 12 грудня Перегравання | Пітерборо Юнайтед (3)  | 5:2      | Вокінг (5)             | 3022    |
| 3 грудня               | Ньюпорт Каунті (4)     | 2:0      | Кембридж Юнайтед (4)   | 2748    |
| 3 грудня               | Вікем Вондерерз (4)    | 3:1      | Літерхед (7)           | 3835    |
| 3 грудня               | Донкастер Роверз (3)   | 3:0      | Сканторп Юнайтед (3)   | 5251    |
| 3 грудня               | Вімблдон (3)           | 3:1      | Чарльтон Атлетик (3)   | 3270    |
| 3 грудня               | Менсфілд Таун (4)      | 3:0      | Гайзлі (5)             | 4081    |
| 3 грудня               | Гейтсхед (5)           | 0:5      | Лутон Таун (4)         | 1339    |
| 3 грудня               | Блекберн Роверз (3)    | 3:3      | Кру Александра (5)     | 4472    |
| 13 грудня Перегравання | Кру Александра (5)     | 0:1      | Блекберн Роверз (3)    | 2241    |
| 3 грудня               | Ковентрі Сіті (4)      | 3:0      | Борхем Вуд (5)         | 2985    |
| 4 грудня               | Слау Таун (7)          | 0:4      | Рочдейл (3)            | 1950    |

## Третій раунд
| Дата                  | Господарі                   | Рахунок        | Гості                       | Глядачі |
| --------------------- | --------------------------- | -------------- | --------------------------- | ------- |
| 5 січня               | Ліверпуль                   | 2:1            | Евертон                     | 52 513  |
| 5 січня               | Манчестер Юнайтед           | 2:0            | Дербі Каунті (2)            | 73 899  |
| 6 січня               | Флітвуд Таун (3)            | 0:0            | Лестер Сіті                 | 5 001   |
| 16 січня Перегравання | Лестер Сіті                 | 2:0            | Флітвуд Таун (3)            | 17 237  |
| 6 січня               | Мідлсбро (2)                | 2:0            | Сандерленд (2)              | 26 399  |
| 6 січня               | Іпсвіч Таун (2)             | 0:1            | Шеффілд Юнайтед (2)         | 12 057  |
| 6 січня               | Вотфорд                     | 3:0            | Бристоль Сіті (2)           | 13 269  |
| 6 січня               | Бірмінгем Сіті (2)          | 1:0            | Бертон Альбіон (2)          | 7 623   |
| 6 січня               | Астон Вілла (2)             | 1:3            | Пітерборо Юнайтед (3)       | 21 677  |
| 6 січня               | Борнмут                     | 2:2            | Віган Атлетік (3)           | 9894    |
| 17 січня Перегравання | Віган Атлетік (3)           | 3:0            | Борнмут                     | 4 709   |
| 6 січня               | Ковентрі Сіті (4)           | 2:1            | Сток Сіті                   | 14 199  |
| 6 січня               | Болтон Вондерерз (2)        | 1:2            | Гаддерсфілд Таун            | 11 574  |
| 6 січня               | Йовіл Таун (4)              | 2:0            | Бредфорд Сіті (3)           | 3 040   |
| 6 січня               | Брентфорд (2)               | 0:1            | Ноттс Каунті (4)            | 6 935   |
| 6 січня               | Квінз Парк Рейнджерс (2)    | 0:1            | Мілтон-Кінз Донз (3)        | 6 314   |
| 6 січня               | Ексетер Сіті (4)            | 0:2            | Вест-Бромвіч Альбіон        | 5 638   |
| 6 січня               | Донкастер Роверз (3)        | 0:1            | Рочдейл (5)                 | 4 513   |
| 6 січня               | Блекберн Роверз (3)         | 0:1            | Галл Сіті (2)               | 6 777   |
| 6 січня               | Кардіфф Сіті (2)            | 0:0            | Менсфілд Таун (4)           | 6 378   |
| 16 січня Перегравання | Менсфілд Таун (4)           | 1:4            | Кардіфф Сіті (2)            | 5 746   |
| 6 січня               | Манчестер Сіті              | 4:1            | Бернлі                      | 53 356  |
| 6 січня               | Вулвергемптон Вондерерз (2) | 0:0            | Свонсі Сіті                 | 22 976  |
| 17 січня Перегравання | Свонсі Сіті                 | 2:1            | Вулвергемптон Вондерерз (2) | 8 294   |
| 6 січня               | Стівенідж (4)               | 0:0            | Редінг (2)                  | 3 877   |
| 16 січня Перегравання | Редінг (2)                  | 3:0            | Стівенідж (4)               | 4 986   |
| 6 січня               | Ньюкасл Юнайтед             | 3:1            | Лутон Таун (4)              | 47 069  |
| 6 січня               | Міллволл (2)                | 4:1            | Барнслі (2)                 | 5 319   |
| 6 січня               | Фулгем (2)                  | 0:1            | Саутгемптон                 | 17 327  |
| 6 січня               | Вікем Вондерерз (4)         | 1:5            | Престон Норт-Енд (2)        | 4 928   |
| 6 січня               | Карлайл Юнайтед (4)         | 0:0            | Шеффілд Венсдей (2)         | 7 793   |
| 16 січня Перегравання | Шеффілд Венсдей (2)         | 2:0            | Карлайл Юнайтед (4)         | 12 003  |
| 6 січня               | Норвіч Сіті (2)             | 0:0            | Челсі                       | 23 598  |
| 17 січня Перегравання | Челсі                       | 1:1 (пен. 5:3) | Норвіч Сіті (2)             | 39 684  |
| 7 січня               | Ньюпорт Каунті (4)          | 2:1            | Лідс Юнайтед (2)            | 6 887   |
| 7 січня               | Тоттенгем Готспур           | 3:0            | Вімблдон (3)                | 47 527  |
| 7 січня               | Шрусбері Таун (3)           | 0:0            | Вест Гем Юнайтед            | 9 535   |
| 16 січня Перегравання | Вест Гем Юнайтед            | 1:0 (дч)       | Шрусбері Таун (3)           | 39 867  |
| 7 січня               | Ноттінгем Форест (2)        | 4:2            | Арсенал                     | 27 182  |
| 8 січня               | Брайтон енд Гоув Альбіон    | 2:1            | Крістал Пелес               | 14 507  |

## Четвертий раунд
| Дата                    | Господарі             | Рахунок  | Гості                    | Глядачі |
| ----------------------- | --------------------- | -------- | ------------------------ | ------- |
| 26 січня                | Шеффілд Венсдей (2)   | 3:1      | Редінг (2)               | 14 848  |
| 26 січня                | Йовіл Таун (4)        | 0:4      | Манчестер Юнайтед        | 9 195   |
| 27 січня                | Пітерборо Юнайтед (3) | 1:5      | Лестер Сіті              | 13 193  |
| 27 січня                | Гаддерсфілд Таун      | 1:1      | Бірмінгем Сіті (2)       | 12 683  |
| 6 лютого Перегравання   | Бірмінгем Сіті (2)    | 1:4 (дч) | Гаддерсфілд Таун         | 13 175  |
| 27 січня                | Ноттс Каунті (4)      | 1:1      | Свонсі Сіті              | 9 802   |
| 6 лютого (Перегравання) | Свонсі Сіті           | 8:1      | Ноттс Каунті (4)         | 7 822   |
| 27 січня                | Мілтон-Кінз Донз (3)  | 0:1      | Ковентрі Сіті (4)        | 14 925  |
| 27 січня                | Міллволл (2)          | 2:2      | Рочдейл (5)              | 8 346   |
| 6 лютого Перегравання   | Рочдейл (5)           | 1:0      | Міллволл (2)             | 2 790   |
| 27 січня                | Саутгемптон           | 1:0      | Вотфорд                  | 25 195  |
| 27 січня                | Мідлсбро (2)          | 0:1      | Брайтон енд Гоув Альбіон | 20 475  |
| 27 січня                | Віган Атлетік (3)     | 2:0      | Вест Гем Юнайтед         | 14 194  |
| 27 січня                | Галл Сіті (2)         | 2:1      | Ноттінгем Форест (2)     | 13 450  |
| 27 січня                | Шеффілд Юнайтед (2)   | 1:0      | Престон Норт-Енд (2)     | 15 680  |
| 27 січня                | Ньюпорт Каунті (4)    | 1:1      | Тоттенгем Готспур        | 9 836   |
| 7 лютого Перегравання   | Тоттенгем Готспур     | 2:0      | Ньюпорт Каунті (4)       | 38 947  |
| 27 січня                | Ліверпуль             | 2:3      | Вест-Бромвіч Альбіон     | 53 342  |
| 28 січня                | Челсі                 | 3:0      | Ньюкасл Юнайтед          | 41 049  |
| 28 січня                | Кардіфф Сіті (2)      | 0:2      | Манчестер Сіті           | 32 339  |

## П'ятий раунд
| Дата                   | Господарі                | Рахунок | Гості               | Глядачі |
| ---------------------- | ------------------------ | ------- | ------------------- | ------- |
| 16 лютого              | Лестер Сіті              | 1:0     | Шеффілд Юнайтед (2) | 28 336  |
| 16 лютого              | Челсі                    | 4:0     | Галл Сіті (2)       | 39 591  |
| 17 лютого              | Шеффілд Венсдей (2)      | 0:0     | Свонсі Сіті         | 19 427  |
| 27 лютого Перегравання | Свонсі Сіті              | 2:0     | Шеффілд Венсдей (2) | 8 198   |
| 17 лютого              | Вест-Бромвіч Альбіон     | 1:2     | Саутгемптон         | 17 600  |
| 17 лютого              | Брайтон енд Гоув Альбіон | 3:1     | Ковентрі Сіті (4)   | 26 966  |
| 17 лютого              | Гаддерсфілд Таун         | 0:2     | Манчестер Юнайтед   | 17 861  |
| 18 лютого              | Рочдейл (5)              | 2:2     | Тоттенгем Готспур   | 8 480   |
| 28 лютого Перегравання | Тоттенгем Готспур        | 6:1     | Рочдейл (5)         | 24 627  |
| 19 лютого              | Віган Атлетік (3)        | 1:0     | Манчестер Сіті      | 19 242  |

## Шостий раунд
| Дата       | Господарі         | Рахунок | Гості                    | Глядачі |
| ---------- | ----------------- | ------- | ------------------------ | ------- |
| 17 березня | Свонсі Сіті       | 0:3     | Тоттенгем Готспур        | 17 498  |
| 17 березня | Манчестер Юнайтед | 2:0     | Брайтон енд Гоув Альбіон | 74 241  |
| 18 березня | Віган Атлетік (3) | 0:2     | Саутгемптон              | 17 110  |
| 18 березня | Лестер Сіті       | 1:2 дч  | Челсі                    | 31 792  |

## Півфінали
| Дата      | Господарі         | Рахунок | Гості             | Глядачі |
| --------- | ----------------- | ------- | ----------------- | ------- |
| 21 квітня | Манчестер Юнайтед | 2:1     | Тоттенгем Готспур | 84 667  |
| 22 квітня | Челсі             | 2:0     | Саутгемптон       | 73 416  |

## Фінал
| 19 травня 2018 19:15 (WEST) |

| Челсі           | 1:0      | Манчестер Юнайтед |
| --------------- | -------- | ----------------- |
| Азар 22' (пен.) | Протокол |                   |

| Вемблі, Лондон Глядачів: 87 647 Арбітр: Майкл Олівер |